# Monaster Przemienienia Pańskiego w Tryhorach

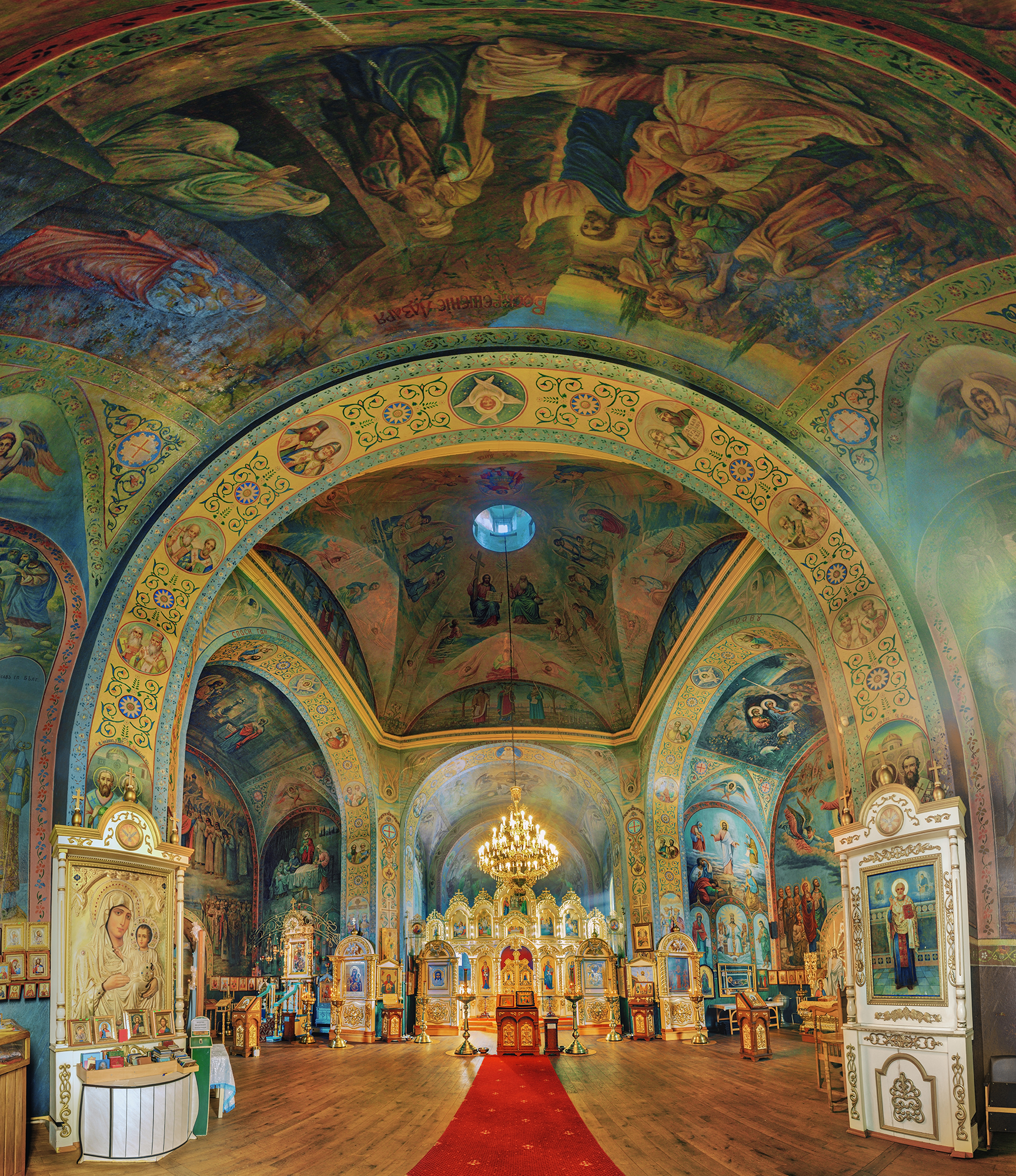
Wnętrze soboru

Monaster Przemienienia Pańskiego – prawosławny męski klasztor w Tryhorach, w jurysdykcji eparchii żytomierskiej Ukraińskiego Kościoła Prawosławnego Patriarchatu Moskiewskiego. 

## Historia
Dokładny czas powstania monasteru nie jest znany. Według Urszuli Pawluczuk wspólnota funkcjonowała już w XVI stuleciu. Według innego źródła klasztor powstał po 1575, lub też ufundowali go w 1613 Mikołaj i Feodor Woroniczowie. Według SgKP, klasztor został założony w roku 1583.
Monaster należał do Kościoła prawosławnego, podlegając bezpośrednio metropolicie kijowskiemu, do 1723, gdy przyjął unię. Przełożeni klasztoru zaczęli posługiwać się wówczas łacińskim tytułem superiora. W końcu XVIII w. w monasterze przebywało tylko dziesięciu mnichów, zaś sytuacja ekonomiczna wspólnoty była bardzo trudna. Mimo to w 1782 w klasztorze wzniesiono murowany budynek mieszkalny z celami mnichów na miejscu starszego drewnianego obiektu, następnie zbudowano cerkwie Świętych Niewiast Niosących Wonności i św. Barbary.   
Wskutek rozbiorów Rzeczypospolitej Tryhory razem z całą ziemią żytomierską znalazły się w granicach Imperium Rosyjskiego. W ramach stopniowej likwidacji Kościoła unickiego w tym państwie z praktyki liturgicznej klasztoru usunięto elementy pochodzenia łacińskiego (m.in. organy), zaś w latach 1839–1841 kierowano do niego najbardziej niechętnych przejściu na prawosławie duchownych unickich (Kościół prawosławny na ziemiach litewskich i białoruskich został zlikwidowany na synodzie połockim w 1839). W 1841 monaster w Tryhorach oficjalnie przyłączył się do Rosyjskiego Kościoła Prawosławnego. W latach 1848–1852 w klasztorze wzniesiono nową cerkiew Objawienia Pańskiego, zaś w 1873 ukończono budowę nowej głównej świątyni wspólnoty – soboru Przemienienia Pańskiego. W 1842 wspólnotę zaliczono do monasterów II klasy, z szesnastoma etatami. Od 1883 monaster prowadził szkołę parafialną. Po 1915 na bieżeństwo do monasteru udały się mniszki klasztoru w Turkowicach.
Po rewolucji październikowej wspólnota została poddana prześladowaniom, zaś w 1939 ostatecznie zlikwidowana. Cerkwie Świętych Niewiast Niosących Wonności i Objawienia Pańskiego zostały zniszczone. W 1941 okupacyjne władze hitlerowskie zgodziły się na otwarcie soboru monasterskiego w charakterze cerkwi parafialnej. Funkcję tę obiekt spełniał do 1990; w budynku mieszkalnym dla mnichów mieściła się po wojnie szkoła średnia. Monaster został w 1990 reaktywowany i według danych z 2012 przebywa w nim dziewięciu mnichów i 11 posłuszników. 
Szczególnym kultem otoczona jest w monasterze osiemnastowieczna Tryhorska Ikona Matki Bożej. W 2018 r. Ukraiński Kościół Prawosławny Patriarchatu Moskiewskiego rozszerzył ten kult na cały Kościół.